# Pim Visser
Pim Visser (Rotterdam, 28 september 1930 - aldaar, 7 december 2005) was een Nederlands voetballer die bij voorkeur als rechter verdediger speelde.

## Carrière
Visser speelde bij Xerxes, Sparta Rotterdam, USV Elinkwijk en SVV.
Visser maakte zijn debuut bij Sparta Rotterdam op 28 augustus 1955 en in een wedstrijd tegen Roda Sport. De wedstrijd werd gewonnen met 2-1.
Visser won in zijn carrière onder meer het afdelingskampioenschap in 1956, het landskampioenschap in 1959 en tweemaal de beker. Na zijn actieve loopbaan ging Visser aan de slag als trainer.
Visser overleed op 7 december 2005.